# 1989 год в литературе

## Премии

### Международные
- Нобелевская премия по литературе — Камило Хосе Села, «За богатую и насыщенную прозу, которая со сдержанным состраданием формирует сложное видение уязвимости человека»[1].
- Премия Агаты — Элизабет Питерс, «Naked Once More».
- Всемирная премия фэнтези за лучший роман — Питер Страуб, «Коко» (англ. Koko).
- Всемирная премия фэнтези за лучшую повесть — Джордж Реймонд Ричард Мартин — «Шесть серебряных пуль» (англ. The Skin Trade).
- Всемирная премия фэнтези за лучший рассказ — Джон М. Форд, «Winter Solstice, Camelot Station».
- Премия «Хьюго» за лучший роман — Кэролайн Джэнис Черри, «Сытин» (англ. Cyteen)[2].
- Премия «Хьюго» за лучшую повесть — Конни Уиллис, «Последняя „виннебаго“» (англ. The Last of the Winnebagos)[2].
- Премия «Хьюго» за лучший рассказ — Майк Резник, «Кириньяга» (англ. Kirinyaga)[2].

### Австрия
- Австрийская государственная премия по европейской литературе — не вручалась.

### Великобритания
- Букеровская премия —  Кадзуо Исигуро, «Остаток дня» (англ. The Remains of the Day)[3].
- Премия Сомерсета Моэма:

1. Алан Холлингхёрст, «Библиотека при бассейне» (англ. The Swimming Pool Library);
2. Руперт Кристиансен, «Романтическая близость» (англ. Romantic Affinities);
3. Дейрдре Мадден, «The Birds of the Innocent Wood».

### Израиль
- Государственная премия Израиля — номинация исследование литературы на иврите — Шмуэль Версес.

### Испания
- Премия Сервантеса —  Аугусто Роа Бастос.
- Премия принцессы Астурийской — Рикардо Гуллон[англ.][4].

### Норвегия
- Премия Ибсена — Джулиан Гарнер, «Svarte okser».

### СССР
- Премия Андрея Белого — не вручалась.
- Государственная премия РСФСР имени М. Горького:

1. Анатолий Знаменский, «Красные дни».
2. Анатолий Парпара, «Противоборство» и «Потрясение».
3. Виктор Смирнов, «Заулки».
4. Ахияр Хакимов, «Плач домбры».

### США
- Премия Эдгара Аллана По:
  - за лучший роман — Стюарт Камински, «A Cold Red Sunrise»[5].
  - за лучший первый роман американского писателя — Дэвид Стаут, «Скелеты Каролины» (англ. Carolina Skeletons)[6].
- Пулитцеровская премия за художественную книгу — Энн Тайлер, «Уроки дыхания» (англ. Breathing Lessons)[7].
- Пулитцеровская премия за лучшую драму —   Венди Вассерштейн, «Хроники из жизни Хайди» (англ. The Heidi Chronicles)[8].
- Пулитцеровская премия за поэзию —  Ричард Уилбур, новые и избранные стихотворения[9].

### Швеция
- Литературная премия Шведской академии — Ролф Якобсен[10].

### Франция
- Гонкуровская премия — Жан Вотрен, «Большой шаг навстречу доброму Богу» (фр. Un grand pas vers le bon Dieu)[11].

- Премия Ренодо — Филипп Доменк, «Les Comptoirs du Sud».
- Премия Фемина — Сильви Жермен, «Дни гнева» (фр. Jours de colère).

- Премия Фенеона — Эрик Ольдер, «Duo forte».

- Премия Медичи — Серж Дубровски, «Le Livre brisé».
  - за лучшее зарубежное произведение — Альваро Мутис, «La Nieve del Almirante».
  - за эссеистику — Вацлав Ямек, «Трактат о кратких чудесах» (фр. Traité des courtes merveilles).

## Книги
- «Братья по оружию» (англ. Brothers in Arms) — фантастическое произведение Лоис Буджолд.
- «Пирамиды» (англ. Pyramids) — фэнтези Терри Пратчетта.
- «Стража! Стража!» (англ. Guards! Guards!) — фэнтези Терри Пратчетта.

### Романы
- «Игра по правилам» (англ. Straight) — роман Дика Френсиса.
- «И узре ослица Ангела Божия» (англ. And the Ass Saw the Angel) — роман Ника Кейва.
- «Остаток дня» (англ. The Remains of the Day)  — роман Кадзуо Исигуро.
- «Сказка с подробностями» — детский роман Григория Остера.
- «Столпы Земли» (англ. The Pillars of the Earth) — роман Кена Фоллетта.
- «Улики» (англ. The Book of Evidence) — роман Джона Бэнвилла.
- «Я была привидением» (фр. J’ai été un fantôme ) — роман Буало-Нарсежака.
- «Yolk of the Egg» — роман Василия Аксёнова.

### Повести
- «Астрид» — повесть Игоря Бондаренко.
- «Атомный сон» — повесть Сергея Лукьяненко.
- «Детский дом (Записки воспитателя)» — повесть Ларисы Мироновой.
- «Промах гражданина Лошакова» — повесть Юрия Коваля.
- «Соломенная Шапочка и Войлочная Тапочка» (фин. Heinähattu ja Vilttitossu) — повесть финских писательниц Синикки и Тийны Нопола.

### Малая проза
- «Домашние роды» (англ. Home Delivery) — рассказ Стивена Кинга.

### Пьесы
- «Мурлин Мурло» — пьеса Николая Коляды.

### Поэзия
- «Обратная зависимость» (нюнорск Det omvendt avhengige) — сборник стихов Эльдрид Лунден.

### Литературоведение
- «Билет в рай. Размышления у театральных подъездов» — книга Льва Аннинского.
- «Локти и крылья. Литература 80-х: надежды, реальность, парадоксы» — книга Льва Аннинского.

## Умерли
- 3 января — Робер Тома, французский драматург, актёр, режиссёр; сердечный приступ (родился в 1927).
- 16 января — Пьер Буало, французский писатель, автор многочисленных психологических детективов, написанных, в частности, в соавторстве с Тома Нарсежаком (творческий тандем «Буало-Нарсежак») (родился в 1906).
- 20 февраля — Василий Ардаматский, советский писатель (родился в 1911).
- 19 апреля — Дафна Дюморье, английская писательница, автор романов в жанре триллера (родилась в 1907).
- 2 мая — Вениамин Каверин, русский советский писатель (родился в 1902).
- 8 мая — Иржи Шотола, чешский и чехословацкий поэт и прозаик (род. в 1924).
- 1 июля — Виктор Некипелов, поэт, правозащитник, участник диссидентского движения (родился в 1928).
- 11 июля — Магда Портал, перуанская поэтесса, прозаик (родилась в 1900).
- 16 июля — Николас Гильен, кубинский поэт (родился в 1902).
- 4 сентября — Жорж Сименон, французский писатель, автор романов о комиссаре Мегре (родился в 1903).
- 27 октября — Лидия Алексеева, русская поэтесса, переводчица (родилась в 1909).
- 7 ноября — Сергей Голицын, русский советский писатель (родился в 1909).
- 30 декабря — Рита Райт-Ковалёва, русская советская писательница и переводчица, известна переводами произведений Курта Воннегута и других писателей (родилась в 1898).